# 玻利維亞城
玻利維亞城（西班牙語：Ciudad Bolivia），是委內瑞拉的城鎮，位於該國西部巴里納斯州，是佩德拉薩市的首府，海拔高度868米，該城鎮附近被多條河流圍繞，人口約50,000。
8°21′17″N 70°34′28″W / 8.35472°N 70.57444°W